# Alone (Lasgo)
Alone è un singolo del gruppo musicale belga Lasgo, pubblicato il 29 ottobre 2001 come secondo estratto dall'album Some Things.

## Tracce
CD Maxi
1. Alone (Radio Mix) – 3:56
2. Alone (Extended Mix) – 5:35
3. Alone (Peter Luts Remix) – 7:55
4. Alone (Ian Van Dahl Remix) – 8:01

## Classifiche

### Classifiche settimanali
| Classifica (2001-04) | Posizione massima |
| -------------------- | ----------------- |
| Australia            | 43                |
| Austria              | 25                |
| Belgio (Fiandre)     | 3                 |
| Germania             | 22                |
| Irlanda              | 34                |
| Paesi Bassi          | 46                |
| Regno Unito          | 7                 |
| Spagna               | 17                |
| Stati Uniti          | 83                |
| Svizzera             | 89                |

### Classifiche di fine anno
| Classifica (2001) | Posizione |
| ----------------- | --------- |
| Belgio (Fiandre)  | 60        |